# Clotted cream

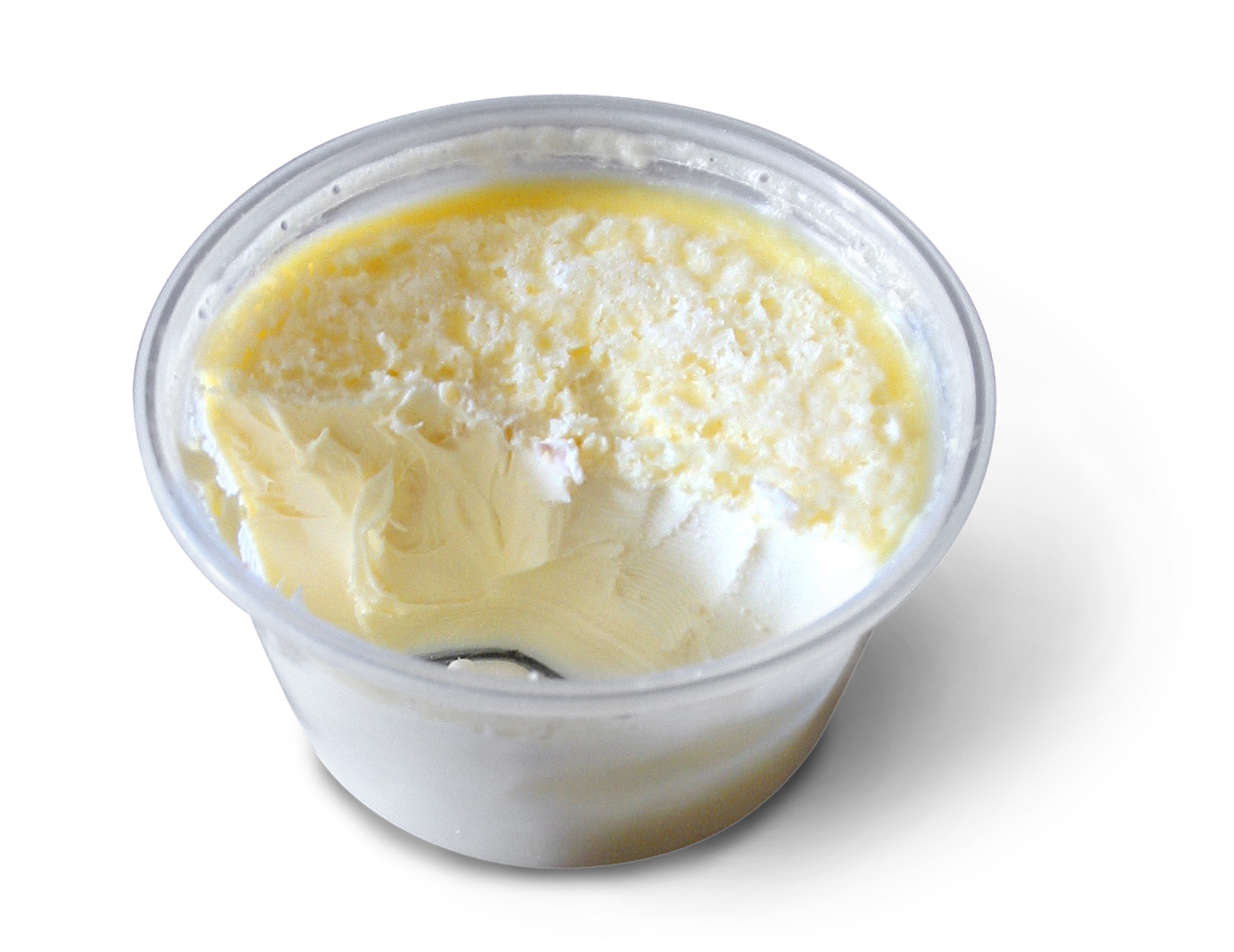
Clotted cream

Clotted cream – gęsta śmietana, wykonana z niepasteryzowanego mleka poprzez jego podgrzewanie, a następnie pozostawienie do ochłodzenia w płaskich płytkich naczyniach. Przez ten czas gęsta część unosi się do góry i tworzy charakterystyczną twardą warstwę clots („grudek, skrzepów” – stąd nazwa). Pochodzi z hrabstwa Devon, Używana głównie na południu Anglii, zwłaszcza w Kornwalii, na wyspach Guernsey i Jersey. Produkowana zwykle na małych farmach.

## Zastosowanie
Używa się jej głównie do smarowania suchych ciast typu scone. Często warstwę śmietany pokrywa się dodatkowo warstwą dżemu truskawkowego.

## Przepis
Niehomogenizowane mleko lub śmietanę wlać do płaskiego naczynia, najlepiej blachy. Jeżeli używamy mleka, należy je odstawić na 24 godziny. Podgrzać blachę z zawartością do ok. 50 stopni i następnie podgrzewać godzinę. Powierzchnia stanie się żółta i gęsta. Następnie schłodzić. Zebrać warstwę górną, nie likwidując charakterystycznej skórki. 